# Lewy Brzeg Wisły
Lewy Brzeg Wisły – zlikwidowany wąskotorowy przystanek osobowy w Gdańsku, w dzielnicy Świbno, w województwie pomorskim. Położony był na linii z Koszwał do Stegny Gdańskiej otwartej w 1905 roku. W 1974 roku odcinek do Lewego Brzegu Wisły został rozebrany. Znajdowała się tu przeprawa promowa przez Wisłę.